# NGC 3215
NGC 3215 في الفهرس العام الجديد، هي مجرة، تقع في كوكبة التنين. اكتشفت في 26 سبتمبر 1802 بواسطة ويليام هيرشل.

## روابط خارجية
- NGC 3215 على موقع ويكي سكاي: DSS2, SDSS, GALEX, IRAS, Hydrogen α, X-Ray, Astrophoto, Sky Map, Articles and images